# Melchior od św. Augustyna
Melchior od św. Augustyna (Sánchez) (ur. w 1599 w Grenadzie, zm. 10 grudnia 1632 w Nagasaki) – hiszpański zakonnik ze zgromadzenia augustianów rekolektów (OAR), misjonarz, męczennik chrześcijański, błogosławiony Kościoła katolickiego.
W wieku 10. lat stracił rodziców, a kilka lat później wstąpił do zakonu. W 1622 udał się najpierw do Manili, gdzie pracował jako misjonarz, a następnie w sierpniu 1632 do Nagasaki. Razem z nim przybył Marcin od św. Mikołaja. Japońscy chrześcijanie przyjęli ich i ukryli w górach przed okrutnym władcą. Razem rozpoczęli działalność misyjną, gdy tylko nauczyli się języka. 10 grudnia 1632 roku złapano ich i wezwano do wyrzeczenia się wiary. Po odmowie przywiązano ich do kolumn i spalono, jako żywe pochodnie.
Beatyfikował ich papież Jan Paweł II 23 kwietnia 1989 roku.
Ich wspomnienie liturgiczne w Kościele katolickim obchodzone jest 10 grudnia. Augustianie wspominają męczenników dzień później.